# Blá Blá Blá (canção de Rouge)
"Blá Blá Blá" é uma canção do girl group brasileiro Rouge, lançada como primeiro single do terceiro álbum de estúdio das meninas, também intitulado Blá Blá Blá (2004). A canção foi escrita e produzida por Rick Bonadio, e o primeiro single das garotas sem Luciana Andrade, que deixou o grupo no início de 2004.
"Blá Blá Blá" traz como estilo dominante a música pop, onde as meninas cantam num tom mais agressivo sobre os boatos que a mídia inventaram sobre elas. Aline, assim como no single anterior, "Vem Cair na Zueira", faz um rap na canção. O clipe também mostra o visual mais "sombrio" do grupo, mostrando também a evolução da girl group. O clipe também foi indicado ao VMB 2004.  A canção foi promovida em inúmeros programas de TV, como o Domingo Legal, Hebe, Sabadaço, É Show, Falando Francamente, entre outros. O grupo também cantou a canção em 4 turnês, desde a Blá Blá Blá Tour (2004) até à Turnê Rouge 15 anos (2018), sendo as últimas duas turnês tendo os vocais de Luciana Andrade.

## Antecedentes
Após o sucesso do segundo álbum de estúdio, C'est La Vie (2003), Luciana Andrade anunciou oficialmente, no dia 11 de fevereiro de 2004, que rescindiu seu contrato com o grupo. Um dos motivos para sua saída "foi uma questão de ideologia musical. Chegou um momento em que o trabalho no grupo não estava preenchendo as vontades dela", afirmou o marido da cantora. 
Com a saída de Luciana, o grupo anunciou, na coletiva de impressa da saída da integrante do grupo, que entre maio e junho o terceiro álbum da banda seria lançado. "O grupo voltará renovado, com novas baladas e novos conceitos de shows", falou a empresária Elisabetta Zenatti. Após o carnaval, o grupo desacelerou o ritmo para se dedicar ao novo CD e gravação de videoclipes.
| “ | "A Luciana não terá nenhuma participação no terceiro álbum. Isso significa que teremos trabalho árduo. Mas o grupo não vai perder a qualidade com a saída dela". | ” |

## Composição e letra

### Estrutura musical e influências
| “ | "Realmente, é bem ousada, não é uma canção fácil. Sentimos que não podíamos fazer uma música que fosse repetição do que já havia sido feito. Não podia ser algo mais centrado na dança, como foi Ragatanga, nem algo mais lúdico, como foi Brilha La Luna". | ” |

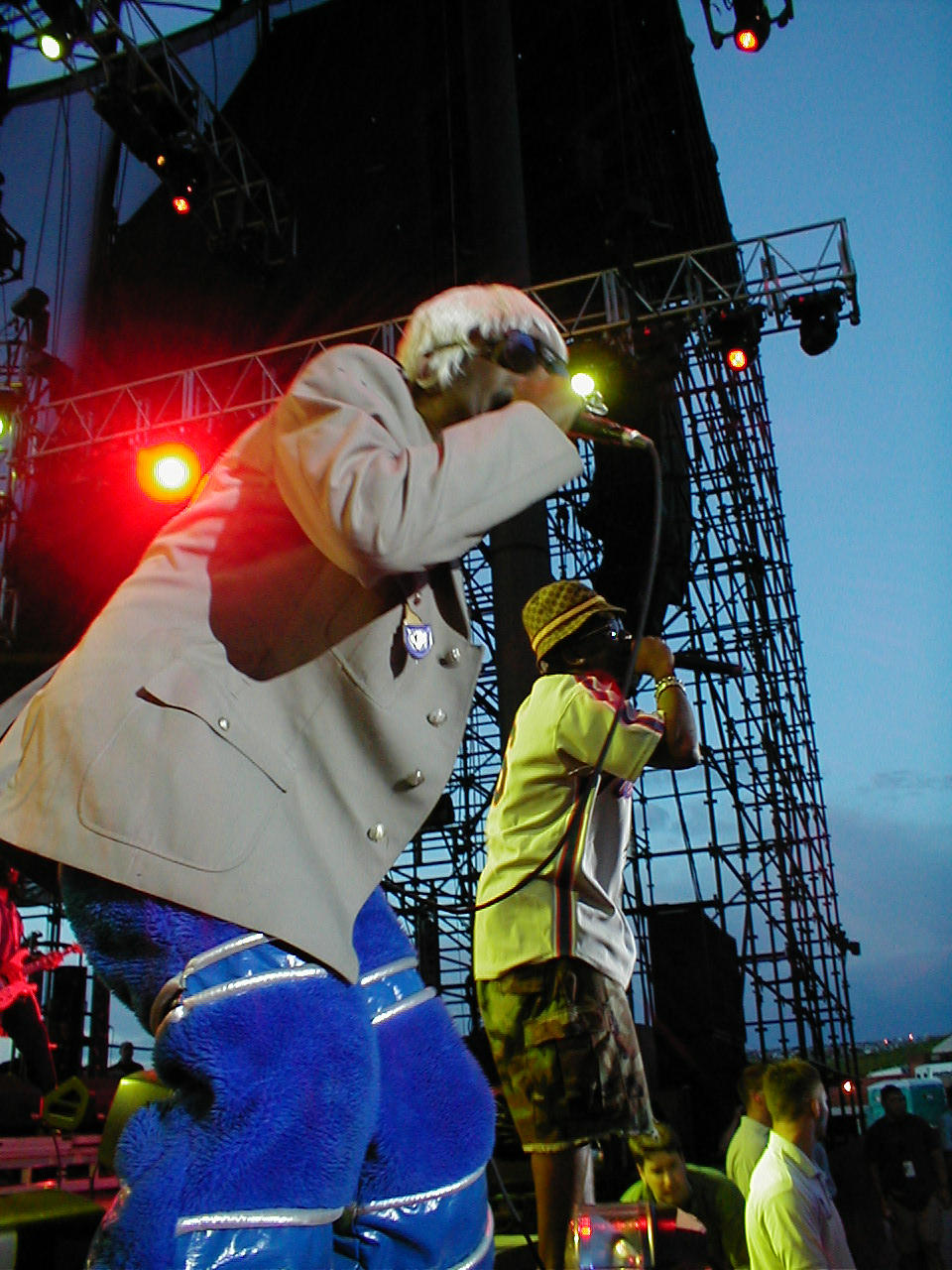
Segundo Rick Bonadio, a canção possui influências da banda "Outkast" (foto).

O produtor da canção Rick Bonadio explicou como compôs a canção: "Quando comecei a compor a estrutura, pensei num lance tipo musical da Broadway, o que permite que a performance das meninas seja bem explorada. Começa bem calma e tranquila, com a Patrícia solando e um belo arranjo vocal. Depois ela muda: fica meio black, meio dance, cresce num refrão pop cheio de astral, vem um rap e finalmente termina voltando ao clima do começo. Em termos de sonoridade, tem um pouco de influência do Outkast, que é um grupo que mudou a cara do cenário pop", aponta Bonadio.
Já Karin afirmou, "Queríamos realmente fazer algo diferente. E quando o Rick nos mostrou a música pela primeira vez, estranhamos um pouco, pensamos: "Talvez seja diferente demais". Já Fantine afirma, "Os arranjos das nossas músicas sempre foram complexos e elaborados, mas antes eram mais angelicais, delicados. No novo disco, eles tem mais peso e pegada, o som vem mais cheio, com certa agressividade e atitude".

### Interpretação lírica
"Blá Blá Blá" foi escrita e produzida por Rick Bonadio, e traz um estilo mais agressivo, tanto na sua letra, quanto no seu estilo. "Blá Blá Blá" reflete a saída de Luciana do grupo, e "ataca" os tabloides, que não perderam tempo em criticá-las, dizendo que o grupo iria acabar após a saída de uma integrante.
A canção inicia com Patrícia cantando, em acapella, sobre alguém que insiste em conhecer tudo na vida, e quer mostrar para ela o caminho certo a percorrer. Mas a cantora, afirma, "Como uma ilusão, não vou acreditar, vou deixar a história acontecer." Após isso, uma batida forte inicia, e Karin canta como a vida é como uma viagem, dizendo que não sabe o tempo de partir ou chegar, e que vai deixar o tempo a mostrar. Logo após, Fantine "ataca" mais forte as "pessoas" que falam sobre o que não sabem (provavelmente uma indireta a todos que disseram que o real motivo da saída de Luciana, foi uma briga envolvendo as duas).
No "pré-refrão", elas cantam, "na na na na na", e Fantine "grita", "E todo mundo quer falar". No refrão, as garotas cantam, "Lenga lenga, blá! blá! blá!, fala, fala, sem parar, lero-lero!, blá! blá!, não quero ouvir falar." Karin mais uma vez canta na segunda parte, falando sobre "gente intrometida" que apareceu, só pra se intrometer na vida delas. Fantine, por sua vez, opina, "Eu tô certa, tô errada, deixa o tempo me mostrar, mas ninguém vai me dizer, o que eu devo fazer." Após o refrão, Aline faz um rap (assim como ela fez na canção "Vem Cair na Zueira") falando sobre como elas são fortes, dando conselhos e lições, cantando que com elas a fofoca não cola, "[...] A nossa firma é forte, não abala não cai, não tem teto de vidro, a nossa casa não cai," Aline canta. Ao final da canção, as meninas fazem um sinal de silêncio, e no finalzinho, um solo de piano é ouvido, encerrando a canção.

## Faixas
CD Single
1. "Blá Blá Blá"
2. "Blá Blá Blá" (Radio Edit)
3. "Blá Blá Blá" (Drum Mix)

## Lançamento e divulgação
"Blá Blá Blá" foi lançada nas rádios no dia 4 de maio de 2004. A canção ainda fez parte da novela Seus Olhos (2004), do SBT, tema das personagens Marina e Renata (Carla Cabral), Flávia (Adriana Lodoño) e Valéria (Marcela Muniz). "Blá Blá Blá" também foi divulgada em diversos lugares, como no Domingo Legal, Hebe, É Show, Falando Francamente, Boa Noite Brasil, Sabadaço, Programa da Eliana, entre outros. "Blá Blá Blá" também fez parte da setlist das turnês, Planeta Pop: Rouge & Br'oz (2004),Turnê Blá Blá Blá (2004) e Turnê Mil e Uma Noites (2005).

## Videoclipe
Assim como a música, o videoclipe conta com uma temática parecida, cheio de paparazzis e toda mídia tentando tirar fotos delas. O vídeo também trouxe o quarteto com roupas mais sexy, mostrando um lado mais maduro das meninas. O videoclipe recebeu uma indicação no VMB de 2004, na categoria "Escolha da Audiência", mas perdeu para Pitty com o clipe "Admirável Chip Novo".

## Prêmios e indicações
| Ano  | Prêmio                 | Categoria            | Resultado |
| ---- | ---------------------- | -------------------- | --------- |
| 2004 | MTV Video Music Brasil | Escolha da Audiência | Indicado  |

## Desempenho nas tabelas musicais

### Posições
| Tabela musical (2004) | Melhor posição |
| --------------------- | -------------- |
| Brasil (HITS)         | 6              |